# Muskelminne
Muskelminne är den process i det neuromuskulära systemet som lagrar och minns motorik.
Då en person aktivt och vid upprepade tillfällen tränar en rörelse, ofta genom samma aktivitet, stimuleras psyket vilket leder till ökad precision genom repetition. Även om processen i själva verket är en sorts "hjärna-muskel-minne" så benämns det vardagligen som enbart muskelminne.
Exempelvis använder sig trombonister och andra musiker av muskelminnet, för att kunna stanna på exakt rätt position på draget. 